# Степное (Астраханский район)
Степно́е (каз. Степное) — село в Астраханском районе Акмолинской области Казахстана. Входит в состав Есильского сельского округа. Код КАТО — 113635200. 

## География
Село расположено в южной части района, на расстоянии примерно 38 километров (по прямой) к юго-западу от административного центра района — села Астраханка, в 30 километрах к юго-западу от административного центра сельского округа — села Зелёное.
Абсолютная высота — 320 метров над уровнем моря.
Ближайшие населённые пункты: село Егиндыколь — на юге, село Зелёное — на северо-востоке.
Восточнее села проходит автодорога Р-208 «Жантеке — Егиндыколь — Новочеркасское».

## История
В 1989 году село являлось административным центром и единственным населённым пунктом Степного сельсовета.
В периоде 1991—1998 годов:
- сельсовет был преобразован в сельский округ;
- Степной сельский округ был включен в состав Бесбидаикского сельского округа.

Постановлением акимата Акмолинской области от 14 декабря 2018 года № А-12/556 и решением Акмолинского областного маслихата от 14 декабря 2018 года № 6С-27-26 «О переводе в категорию иных поселений села Бесбидаик Бесбидаикского сельского округа Астраханского района Акмолинской области» (зарегистрированное Департаментом юстиции Акмолинской области 29 декабря 2018 года № 6996):
- село Бесбидаик было переведено в категорию иных поселений и исключено из учётных данных;
- поселение упразднённого населённого пункта — вошло в состав села Степное;
- административным центром сельского округа был определён село Степное.

Постановлением акимата Акмолинской области от 22 ноября 2019 года № А-11/568 и решением Акмолинского областного маслихата от 22 ноября 2019 года № 6С-39-10 «Об изменении административно-территориального устройства Астраханского района Акмолинской области» (зарегистрированное Департаментом юстиции Акмолинской области 29 ноября 2019 года № 7528):
- Бесбидаикский сельский округ был упразднён и переведён в категорию иных поселений;
- село Степное и территория упразднённого сельского округа — вошли в состав Есильского сельского округа.

## Население
В 1989 году население села составляло 998 человек (из них русские — 36 %, казахи — 33 %).
В 1999 году население села составляло 554 человека (289 мужчин и 265 женщин). По данным переписи 2009 года, в селе проживали 322 человека (170 мужчин и 152 женщины).
| Численность населения | Численность населения | Численность населения |
| 1989                  | 1999                  | 2009                  |
| --------------------- | --------------------- | --------------------- |
| 998                   | ↘544                  | ↘322                  |

## Улицы
- ул. Орталык[7]